# Comuna Komsomolske, Kozeatîn
Komsomolske (în ucraineană Комсомольське) este o comună în raionul Kozeatîn, regiunea Vinnița, Ucraina, formată din satele Komsomolske (reședința), Markivți, Medvedivka și Mșaneț.

## Demografie
Componența lingvistică a satului Komsomolske
     Ucraineană (96,87%)
     Romani (1,54%)
     Rusă (1,45%)
     Alte limbi (0,04%)
Conform recensământului din 2001, majoritatea populației satului Komsomolske era vorbitoare de ucraineană (96,87%), existând în minoritate și vorbitori de romani (1,54%) și rusă (1,45%).